# Georgi Ruslanowitsch Balakschin
Georgi Ruslanowitsch Balakschin (russisch Георгий Русланович Балакшин; * 6. März 1980 in Antonowka, Sacha, Sowjetunion) ist ein ehemaliger russischer Boxer im Fliegengewicht.

## Werdegang
Georgi Balakschin gewann 1997 die Goldmedaille bei den Junioren-Europameisterschaften in Birmingham, wobei er im Finale Jérôme Thomas besiegt hatte. Bei den Junioren-Weltmeisterschaften 1998 in Buenos Aires gewann er dann die Silbermedaille, nachdem er erst im Finale gegen Serik Jeleuow unterlegen war. Eine weitere Silbermedaille gewann er 2001 bei den Goodwill Games in Brisbane.
In den Jahren 2000, 2001, 2002, 2003, 2006 und 2007 gewann er jeweils die Russischen Meisterschaften und wurde 2009, 2010 sowie 2011 Vizemeister.
Sein erster großer Erfolg bei den Erwachsenen war der Gewinn einer Bronzemedaille bei den Weltmeisterschaften 2001 in Belfast, nachdem er erst im Halbfinale gegen Wolodymyr Sydorenko ausgeschieden war. 2002 gewann er die Europameisterschaften in Perm, wobei er unter anderem Rustam Rahimov, Igor Samoylenko und Alexandar Alexandrow besiegen konnte. Bei den Weltmeisterschaften 2003 in Bangkok verlor er jedoch im Viertelfinale gegen Alexandrow und verpasste damit den Einzug in die Medaillenränge.
2004 wiederholte er in Pula den Gewinn der Europameisterschaften, wobei er unter anderem Jérôme Thomas, Rustam Rahimov und Nikoloz Izoria besiegen konnte. Bei den Olympischen Spielen 2004 in Athen zog er durch Siege gegen Mbarek Soltani und Mirschan Rachimschanow ins Viertelfinale ein, wo er gegen den späteren Olympiasieger Yuriorkis Gamboa ausschied.
Auch bei den Weltmeisterschaften 2005 in Mianyang erreichte er gegen Bradley Hore und Atagün Yalçınkaya das Viertelfinale, wo er dann gegen Rau’Shee Warren unterlag. 2006 gewann er in Plowdiw zum bereits dritten Mal in Folge die Europameisterschaften, wobei er unter anderem Igor Samoylenko, Bato-Munko Wankejew und Samir Məmmədov schlagen konnte. Im selben Jahr gewann er zudem den Chemiepokal in Deutschland und den Weltcup in Baku. Er bezwang dabei in den Finalkämpfen Pürewdordschiin Serdamba und Andry Laffita.
2007 schied er bei den Weltmeisterschaften in Chicago erneut im Viertelfinale gegen Rau’Shee Warren aus, nachdem er sich zuvor gegen Jérôme Thomas, Nurlan Aydarbek und Jitender Kumar durchgesetzt hatte. 2008 nahm er noch an den Olympischen Spielen in Peking teil, bezwang Mirat Sarsembajew und Jitender Kumar, ehe er im Halbfinale knapp mit 8:9 Andry Laffita unterlag und mit einer Bronzemedaille ausschied.
Sein letzter bedeutender Erfolg war der Gewinn der Silbermedaille bei den Europameisterschaften 2011 in Ankara. Nach Siegen gegen Ivan Figurenko, Selçuk Eker, Stefan Iwanow und Vincenzo Picardi, war er im Finale gegen Andrew Selby unterlegen.